# Salvelinus kronocius
Salvelinus kronocius är en fiskart som beskrevs av Viktorovsky, 1978. Salvelinus kronocius ingår i släktet Salvelinus och familjen laxfiskar. Inga underarter finns listade i Catalogue of Life.